# Quezon City
Quezon City (filipinski: Lungsod Quezon, u kraticama često zvan QC) je bivši glavni (1948.—1976.) i najnaseljeniji grad u Filipinima s 2.679.450 stanovnika. 
Nalazi se na otoku Luzonu. Jedan je od gradova u sastavu Metro Manile. Grad je nazvan po
Manuelu L. Quezonu, predsjedniku Filipina, koji je osnovao grad te ga napravio glavnim u državi.

## Povijest
Quezon City se prije sastajao od par malih gradića, San Francisco del Monte, Novaliches i Balintawak. Dana 23. srpnja 1896., Katipunan, vođen Andresom
Bonifaciom objavio je revoluciju protiv Španjolske. U ranom 20-om stoljeću, Predsjednik Manuel L. Quezon sanjao je o gradu koji bi ubuduće postao glavni i tako zamijenio Manilu. Vjeruje se da je njegov put u Meksiko utjecao na njegovu viziju.
Godine 1938., Predsjednik Quezon je kupio 15,29 km četvornih od obitelji Tuason.